# 해등촌면
해등촌면(海等村面)은 조선시대인 세조 12년, 1466년부터 1914년 3월 31일까지 경기도 양주군에 속했던 면이다. 현재 서울특별시 도봉구 전역의 전신(前身)에 해당한다.
현재의 도봉보건소 창동 인근에 해등촌면사무소(양주군 해등촌면 창동리 소재)가 있었으며, 이 사무소가 노해면사무소, 서울특별시 성북구 도봉출장소로 바뀌었으며, 이후 쌍문동 565번지의 현재의 도봉구청 소속 쌍문2동 행정복지센터에 이른다. 이 지역은 오늘날 서울특별시 도봉구가 되었다.

## 역사
1914년의 행정구역과 현재의 행정구역 비교
| 1914년              | 1914년                      | 현재   | 현재   |
| 면                  | 리                          | 구     | 동     |
| ------------------- | --------------------------- | ------ | ------ |
| 해등촌면 (海等村面) | 상누원리, 무수동, 영국리    | 도봉구 | 도봉동 |
| 해등촌면 (海等村面) | 창동리, 마산리, 유만리      | 도봉구 | 창동   |
| 해등촌면 (海等村面) | 암회리, 원당리, 도당리      | 도봉구 | 방학동 |
| 해등촌면 (海等村面) | 우이리 일부, 계성리, 소라리 | 도봉구 | 쌍문동 |

## 같이 보기
- 노해면
- 도봉구
- 시둔면
- 고주내면
- 별비곡면
- 양주면
- 둔야면
- 시북면
- 회천면
- 은현면
- 백석면